# Serra del Re
La Serra del Re (m. 1754) è la seconda cima più alta della catena dei Nebrodi dopo  Monte Soro. Immersa in un fitto bosco, la vetta è raggiungibile da diversi sentieri.
Si trova nel territorio compreso tra Longi e Bronte.